# Куп Југославије у фудбалу 1989/90.
Куп Југославије у фудбалу у сезони 1989/90. је четрдесетдруго такмичење за Пехар Маршала Тита.
У завршницу такмичења су се квалификовала 32  клуба из СФРЈ.
Победник Купа је постала Црвена звезда, по дванаести пут у историји.

## Шеснаестина финала
| Утак. | Клуб                  | Резултат    | Клуб                 |
| ----- | --------------------- | ----------- | -------------------- |
| 1     | Бачка Бачка Паланка   | 0–4         | Рад                  |
| 2     | Челик Зеница          | 0–0 (2–4 п) | Војводина            |
| 3     | Динамо Загреб         | 3–0         | Напредак Крушевац    |
| 4     | Губер Сребреница      | 1–2         | Будућност Титоград   |
| 5     | Југокерамика Запрешић | 2–0         | Раднички Ниш         |
| 6     | Марибор               | 0–1         | Спартак Суботица     |
| 7     | ОФК Београд           | 1–2         | Вардар               |
| 8     | Оријент               | 0–1         | Ријека               |
| 9     | Црвена звезда         | 8–2         | Лирија Призрен       |
| 10    | Сарајево              | 2–0         | Слобода Титово Ужице |
| 11    | Селекција ЈНА         | 2–5         | Партизан             |
| 12    | Силекс                | 2–1         | Жељезничар Сарајево  |
| 13    | Слобода Тузла         | 3–2         | Динамо Винковци      |
| 14    | Вележ Мостар          | 3–1         | Борац Чачак          |
| 15    | Вратник Сарајево      | 0–1         | Осијек               |
| 16    | Врбас                 | 0–3         | Хајдук Сплит         |

## Осмина финала
| Утак. | Клуб                  | Резултат    | Клуб               | 1. ут. | 2. ут. |
| ----- | --------------------- | ----------- | ------------------ | ------ | ------ |
| 1     | Хајдук Сплит          | 0–0 (7–6 п) | Рад                | 0–0    | 0–0    |
| 2     | Југокерамика Запрешић | 1–2         | Осијек             | 1–0    | 0–2    |
| 3     | Партизан              | 4–2         | Динамо Загреб      | 3–2    | 1–0    |
| 4     | Црвена звезда         | 7–1         | Војводина          | 6–0    | 1–1    |
| 5     | Силекс                | 1–1 (5–3 п) | Сарајево           | 1–0    | 0–1    |
| 6     | Слобода Тузла         | 2–3         | Будућност Титоград | 2–0    | 0–3    |
| 7     | Спартак Суботица      | 0–1         | Вележ Мостар       | 0–0    | 0–1    |
| 8     | Вардар                | 5–3         | Ријека             | 3–0    | 2–3    |

## Четвртфинале
| Утак. | Клуб          | Резултат | Клуб               | 1. ут. | 2. ут. |
| ----- | ------------- | -------- | ------------------ | ------ | ------ |
| 1     | Црвена звезда | 8–1      | Будућност Титоград | 5–1    | 3–0    |
| 2     | Силекс        | 2–5      | Осијек             | 1–1    | 1–4    |
| 3     | Вардар        | 1–5      | Хајдук Сплит       | 0–4    | 1–1    |
| 4     | Вележ Мостар  | 2–3      | Партизан           | 1–2    | 1–1    |

## Полуфинале
| Утак. | Клуб          | Резултат | Клуб         | 1. ут. | 2. ут. |
| ----- | ------------- | -------- | ------------ | ------ | ------ |
| 1     | Осијек        | 2–8      | Хајдук Сплит | 0–3    | 2–5    |
| 2     | Црвена звезда | 4–2      | Партизан     | 1–0    | 3–2    |

## Финале
| Клуб                                        | Резултат | Клуб |
| ------------------------------------------- | --- | --- |
| Црвена звезда                               | 1 - 0 | Хајдук Сплит |
| Датум                                       | 19. мај, 1990. | 19. мај, 1990. |
| Стадион                                     | Стадион ЈНА, Београд | Стадион ЈНА, Београд |
| Гледалаца                                   | 23.000 | 23.000 |
| Судија                                      | Гоце Попев, Скопље | Гоце Попев, Скопље |
| Црвена звезда (тренер: Драгослав Шекуларац) | Стеван Стојановић, Горан Јурић, Слободан Маровић, Влада Стошић, Миодраг Белодедић, Илија Најдоски, Роберт Просинечки, Дејан Савићевић, Дарко Панчев, Драган Стојковић, Рефик Шабанаџовић              | Стеван Стојановић, Горан Јурић, Слободан Маровић, Влада Стошић, Миодраг Белодедић, Илија Најдоски, Роберт Просинечки, Дејан Савићевић, Дарко Панчев, Драган Стојковић, Рефик Шабанаџовић              |
| Хајдук Сплит (тренер: Лука Перузовић)       | Иван Пудар, Мили Хаџиабдић, Дарко Дражић, Славен Билић, Никола Јеркан, Игор Штимац (55' Горан Вучевић), Јошко Јеличић (81' Бернард Барњак), Драгутин Челић, Роберт Јарни, Аљоша Асановић, Ален Бокшић | Иван Пудар, Мили Хаџиабдић, Дарко Дражић, Славен Билић, Никола Јеркан, Игор Штимац (55' Горан Вучевић), Јошко Јеличић (81' Бернард Барњак), Драгутин Челић, Роберт Јарни, Аљоша Асановић, Ален Бокшић |
| Стрелци                                     | 1-0 Панчев 12' | 1-0 Панчев 12' |

| Победник Купа Југославије у фудбалу 1989/90. |
| -------------------------------------------- |
| Црвена звезда 12. титула.                    |